# 長野県立上田東高等学校
もしかして
- 長野県上田東高等学校

ではありませんか？